# Zygophlebia devoluta
Zygophlebia devoluta är en stensöteväxtart som först beskrevs av Bak., och fick sitt nu gällande namn av Barbara S. Parris. Zygophlebia devoluta ingår i släktet Zygophlebia och familjen Polypodiaceae. Inga underarter finns listade.